# The Ramble et The Lake
Pour les articles homonymes, voir Rambler (homonymie).

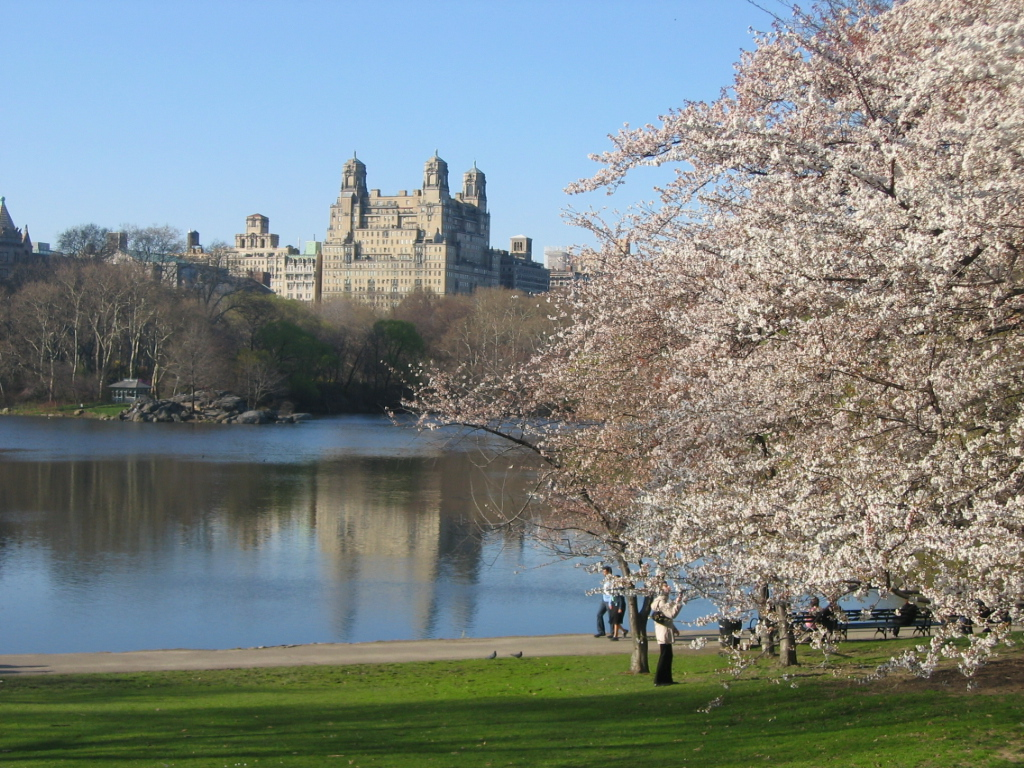
Le rivage sud du Lake, bien entretenu, par rapport au rivage nord et au Ramble, plus “sauvage”.

L'ensemble formé de The Ramble (littéralement Randonnée) et du Lake (le lac) constitue un espace essentiel de Central Park à New York, qui faisait partie du Greensward Plan le plan originel du parc, proposé en 1857 par Frederick Law Olmsted et Calvert Vaux. 

## Description
Le Ramble devait à l'origine être une promenade au bord des arbres, à travers des espaces à la topographie diversifiée, une sorte de “jardin sauvage” éloigné des allées réservées aux véhicules, et des pistes cavalières. Le Ramble était donc destiné à être arpenté, ou simplement considéré comme un paysage naturel, en marge de la Bethesda Terrace située en face du lac, ou des canots qui naviguaient sur le Lake. Le Ramble, dont la surface est de 15,4 hectares, comprend ainsi les rivages profonds situés au nord du Lake, qui fut creusé sur un espace de roches de fond. La végétation qui borde le Ramble est assez dense et variée, et on y retrouve également des affleurements rocheux qui portent les marques de la dernière ère glaciaire, ainsi que de petites clairières, et un ruisseau artificiel. La topographie du Ramble le fait affleurer jusqu'au Vista Rock, ou il est couronné par le Belvedere Castle, château d'inspiration écossaise.
La plus grande partie de la végétation très diversifiée du paysage est composée d'arbres que l'on retrouve naturellement dans la région de New York, (notamment diverses espèces de chênes), mais aussi d'autres arbres originaires d'autres régions des États-Unis, parmi lesquels des Podocarpus et des magnolias.
Le Ramble est en outre un lieu très prisé des ornithologues et des passionnés d'oiseaux; on y retrouve en effet quelque 230 espèces différentes observées au cours des années, parmi lesquelles plusieurs espèces de fauvettes, observées lors des périodes migratoires en avril et en octobre.